# Øster Snogbæk
Øster Snogbæk er en landsby i Sønderjylland med ca. 60 indbyggere, beliggende på Sundeved øst for Vester Sottrup og 9 kilometer nordvest for Sønderborg. Landsbyen ligger på halvøen Sundeved og tilhører Sønderborg Kommune og Region Syddanmark. I peroden 1970 til 2006 var landsbyen en del af Sundeved Kommune.

## Historie
Snogbæklund var en lille herregård i Øster Snogbæk. Indenfor den tidligere voldgrav ligger nu en ejendom. Enkelte murrester og tagpander fra den gamle bygning kan stadig findes på stedet. Af tidligere ejere kendes Volmer og Jørgen von der Herberge. 1592 var Henning Meinstorp ejer af gården. 1599 solgte han gården til hertug Hans den Yngre for 20.000 Daler. Hertug Hans lod i år 1600 gården rive ned, og bygningsmaterialet blev bragt til Als, hvor det brugtes til ombygninger på Rumohrsgård, som ligeledes var blevet købt af hertug Hans.
Snogbæk Mejeri blev oprettet i 1892 og udvidet i 1920 og nedlagt i 1956. 1930 hed formanden Jørgen Lej og mejeribestyreren Mathias D. Kaadt. På det tidspunkt var der 33 leverandører med 500 køer og en årlig leverance på 1,5 mio. kg mælk.
|  | Denne artikel om lokaliteten Øster Snogbæk kan blive bedre, hvis der indsættes et (bedre) billede. Du kan hjælpe ved at afsøge Wikimedia Commons for et passende billede eller lægge et op på Wikimedia Commons med en af de tilladte licenser og indsætte det i artiklen. |

54°58′29″N 9°42′54″Ø / 54.9747°N 9.7151°Ø